# أولاد موسى بن عمرو (لعوينات)
أولاد موسى بن عمرو هو دُوَّار يقع بجماعة لعوينات، إقليم جرادة، جهة الشرق في المملكة المغربية. ينتمي الدوّار لمشيخة لعوينات التي تضم 8 دواوير. يقدر عدد سكانه بـ 1421 نسمة حسب الإحصاء الرسمي للسكان والسكنى لسنة 2004.

## روابط خارجية
- البوابة الوطنية للجماعات الترابية
- المندوبية السامية للتخطيط